# Manuela Schwesig
Manuela Schwesig, nata Frenzel (Francoforte sull'Oder, 23 maggio 1974), è una politica tedesca, membro della SPD. Dal luglio 2017 è il quinto ministro presidente del Meclemburgo-Pomerania Anteriore. È la prima donna ad essere capo del governo di questo Land. In precedenza ha ricoperto il ruolo di ministro federale della famiglia, degli anziani, delle donne e della gioventù dal 2013 al 2017 nel governo Merkel III.
A partire dal 2009 ha fatto parte della squadra per la campagna di Frank-Walter Steinmeier, candidato socialdemocratico alla Cancelleria federale.

## Biografia
Nata a Francoforte sull'Oder,  nella Germania dell'Est, Schwesig è cresciuta nella vicina città di Seelow. Dopo la laurea nel 1992 presso il Gymnasium auf den Seelower Höhen, ha completato gli studi nel servizio civile superiore (amministrazione fiscale) dello stato federale di Brandeburgo. Ha frequentato il Centro di formazione e perfezionamento (Fachhochschule für Finanzen) a Königs Wusterhausen.

## Carriera politica
Schwesig è diventata membro di SPD nel 2003, all'età di 29 anni. Successivamente è stata membro del Consiglio comunale di Schwerin dal 2004 al 2008. 
Il 13 novembre 2009 è diventata vice capo federale dell'SPD insieme a Thorsten Schäfer-Gümbel e Olaf Scholz (e successivamente Aydan Özoğuz e Ralf Stegner). È stata quindi nominata Ministro di stato degli affari sociali e della salute nel Meclemburgo-Pomerania Anteriore il 6 ottobre 2008, sotto la guida del Ministro‐Presidente Erwin Sellering. È stata ministro e membro del Landtag del Meclemburgo-Pomerania Anteriore dal 4 settembre 2011 fino al suo ingresso nel governo federale. 
Prima delle elezioni del 2009, il ministro degli Esteri tedesco Frank-Walter Steinmeier ha incluso Schwesig, allora un volto relativamente sconosciuto al pubblico tedesco, nel suo gabinetto-ombra di 10 donne e otto uomini per la campagna elettorale dei socialdemocratici che avrebbe voluto spodestare Angela Merkel in carica come cancelliere. Durante la campagna, Schwesig ha ricoperto il ruolo di ministro-ombra per gli affari di famiglia.
Schwesig è stata una delegata dell'SPD alla Convenzione federale allo scopo di eleggere il presidente della Germania nel 2010, 2012 e 2017. Nel 2011, ha condotto colloqui ad alto livello con la cancelliera Angela Merkel e il ministro del lavoro Ursula von der Leyen per conto dei socialdemocratici all'epoca all'opposizione sul raggiungimento di un compromesso per aumentare le prestazioni sociali di base a favore dei disoccupati.
Dopo le elezioni del 2013, Schwesig è stata il principale negoziatore dei socialdemocratici nel gruppo di lavoro per le famiglie, le donne e le pari opportunità quando i due maggiori partiti tedeschi, il blocco conservatore del cancelliere Angela Merkel e i socialdemocratici di sinistra, hanno tenuto colloqui sulla formazione di un ampio governo di coalizione.
È stata ministro Federale delle Famiglie, Anziani, Donne e Giovani del Governo Merkel III dal 17 dicembre 2013 al 2 giugno 2017.
Dal 4 giugno del 2017 è Ministro presidente del land di Meclemburgo-Pomerania Anteriore.

## Vita privata
Schwesig vive con suo marito Stefan Schwesig a Schwerin, hanno un figlio (nato nel 2007) e una figlia (2016). Il 31 luglio 2010, Schwesig è stata battezzata insieme al marito e al figlio ed è entrata con la famiglia nella Chiesa evangelica luterana del Meclemburgo.
La sua decisione di mandare il figlio in una scuola privata fu accolta con alcune critiche. Le tasse scolastiche ammontavano a 200 euro al mese. Ha giustificato la scelta con la brevità del percorso scolastico. 
Nel settembre 2019, a Schwesig è stato diagnosticato un cancro al seno. Si è quindi dimessa da tutti gli uffici federali il 10 settembre 2019, ma ha mantenuto le cariche di Primo Ministro e Leader del Partito del Meclemburgo-Pomerania Anteriore. Il 12 maggio 2020, ha annunciato di essere sopravvissuta bene alla terapia e di essersi ripresa.